# Adenophora himalayana
Adenophora himalayana là loài thực vật có hoa trong họ Hoa chuông. Loài này được Heinrich Feer mô tả khoa học đầu tiên năm 1890.

## Phân loài
- Adenophora himalayana subsp. alpina (Nannf.) D.Y.Hong, 1983